# Traff Park
A Traff Park mese minden epizódja tanítja a kicsiket, a biztonságos közlekedésre, és közben izgalmas kalandokat mutat meg nekik a kis Traffok segítségével. A traff.hu weboldal 2020 december végén megszűnt, mivel ekkor szűnt meg az Adobe Flash-nek a támogatása is.
Az oldal hivatalos hangjai Faragó András (ő kölcsönözte Traffy Papa hangját) és Menszátor Magdolna voltak.

## A Traff Park mese története
A Traff Park 2009-ben indult.
Traff Park már a mese megjelenése előtt is ismert volt a gyerekek számára, mint egy internetes játék amit a traff.hu-n keresztül lehetett elérni.
A Traff Park mesét először a Mese.tv, később a Minimax sugározta.

### Így működött a Traff követ
A Traff Park weboldalán a Traff.hu-n lehetett regisztrálni.
A Traff.hu-n voltak dolgok amit csak Traff követek érhettek el.
Minden hónapban Traffos könyvet, illetve Traffos újságot kaptak a tagok
Valamennyi Traffos könyv és a társasjáték végén volt egy aktiváló kód amivel Ezüst Traff követ lehetett a felhasználó.(A követség a kód beütésétől számított 60 napig volt érvényes)

## Epizódok
| Epizód száma | Epizód címe TV                           | Traff.hu mesék                          |
| ------------ | ---------------------------------------- | --------------------------------------- |
| 0.           | ---------------------------------------- | Traff City bemutatása (Bevezető epizód) |
| 1.           | Zsiga Traff Parkba költözik              | Zsiga Traff Parkba költözik             |
| 2.           | Lambo és a stoptábla                     | Lambo és a stoptábla                    |
| 3.           | Mimi és a közlekedési lámpa              | Mimi és a közlekedési lámpa             |
| 4.           | Bendy és a sár                           | Bendy és a sár                          |